# Viriatus

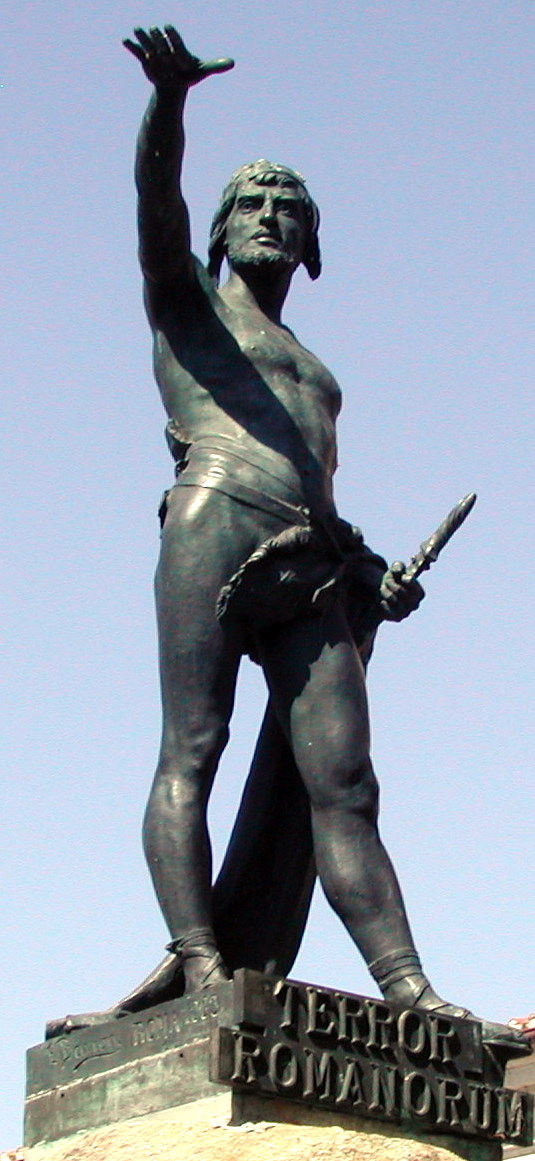
Viriatus standbeeld in Zamora, Spanje.

Viriatus (Serra da Estrela, circa 180 v.Chr. - vermoord in 139 v.Chr.) was een belangrijke leider van het Lusitaanse volk. Dit volk verzette zich tegen elke uitbreiding van de Romeinen in Spanje. Viriatus ging allianties aan met andere volkeren op het Iberisch Schiereiland en won samen met hen enkele veldslagen van de Romeinen tussen 147 v.Chr. en 139 v.Chr. Hij was een typische guerrillaleider.

## Levensloop

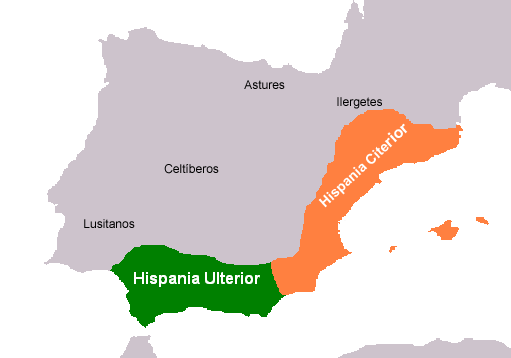
De 2 Romeinse provincies: Hispania Citerior en Hispania Ulterior

Guerrilla-oorlog van Viriatus tegen de Romeinen

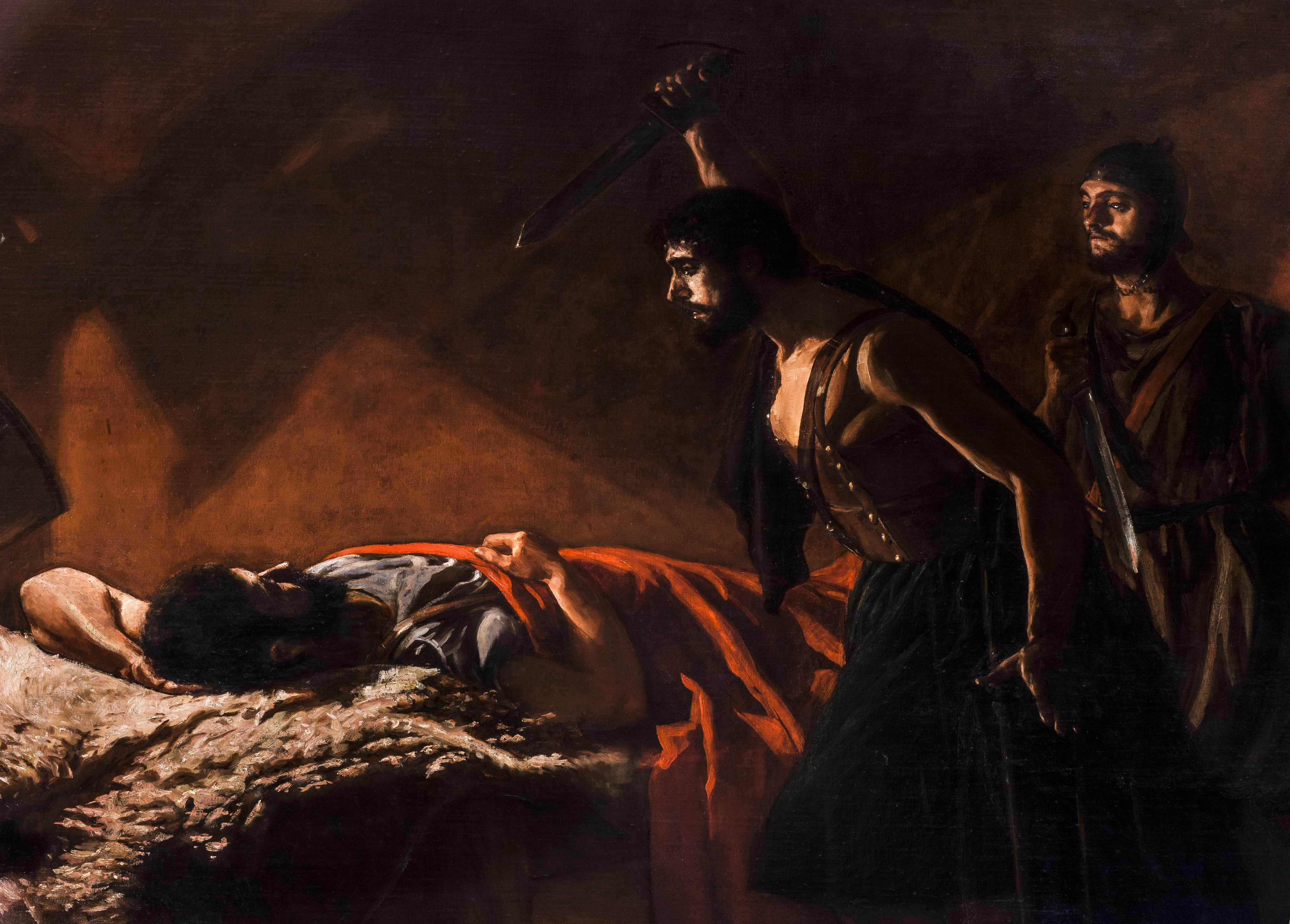
Viriatus in zijn slaap vermoord door zijn eigen commandanten

Er is weinig bekend over Viriatus. De enige verwijzing naar de locatie van zijn inheemse stam werd gemaakt door de Griekse historicus Diodorus Siculus. Hij groeide op als herder in de Serra da Estrela en mogelijk ook nabij de stad Zamora (volgens de Spanjaarden). De Romeinen hadden met moeite twee provincies ingericht: Hispania Citerior en Hispania Ulterior; zij vielen regelmatig Lusitania binnen maar Lusitania was nog geen Romeinse provincie. De Romeinen merkten Viriatus voor het eerst op in het jaar 150 v.Chr. Propraetor Servius Sulpicius Galba voerde slachtingen uit onder de Lusitani. Duizenden Lusitani vonden de dood. De herder Viriatus ontsnapte zowel aan de slachtpartij als aan de daarop volgende slavenmarkt van overlevende Lusitani. Vanuit de bergen organiseerde Viriatus een leger van opstandige Lusitani, die zich wilden wreken voor de slachtpartijen van Galba. Viriatus ontpopte zich als een guerillaleider en maakte het de Romeinse legioenen erg lastig. Viriatus vermeed elke directe militaire confrontatie en verkoos het onherbergzame landschap als zijn grootste troef. 
Het eerste gevecht vond plaats in 147 v.Chr. De Lusitani drongen diep door in Hispania Ulterior. De gouverneur van Hispania Ulterior, Caius Vetilius, stond machteloos en poogde hen te paaien met onderhandelingen, zoals Galba voor hem deed. Viriatus vertrouwde de zaak niet en sloeg Romeinse aanvallen af. Caius Vetilius werd hierbij gedood in een vernuftig opgezette hinderlaag in Tribola (vandaag Zuid-Spanje). Voor de Romeinen was de moord op hun gouverneur een blamage. Voor de Lusitani was de herder Viriatus, die zelf guerrilla-plannen bedacht, hun nieuwe leider.
De gouverneur van de naburige provincie Hispania Citerior, Claudius Urianus, viel binnen met zijn troepen. In 146 v.Chr. versloegen de Lusitani onder leiding van Viriatus deze troepen van Claudius Urianus. Ook versloegen ze de troepen van zijn opvolger, Caius Nigidus, in 145 v.Chr. Andere overwinningen volgden nog in 145 v.Chr. en 143 v.Chr. De situatie voor de Romeinen begon vervelend te worden, want Viriatus en zijn mannen drongen diep door in Hispania Citerior. Dit was de oudste Spaanse provincie van de Romeinen en was erg moeizaam veroverd tijdens de Punische oorlogen. Het Romeinse prestige in Hispania kwam in gevaar, mede omdat andere Keltische volkeren aan de buitengrenzen van Hispania samenspanden met Viriatus.  
Rome stuurde ditmaal een consul naar Hispania: Quintus Fabius Maximus Servilianus (142 v.Chr.). Quintus Fabius veroverde grote stukken territorium van Hispania Citerior en Hispania Ulterior op de rebellen. Hij liep evenwel net als al zijn voorgangers in een hinderlaag. Viriatus zou in staat geweest zijn de consul en zijn legioenen in de pan te hakken, maar deed dit niet. Viriatus trok zich terug en accepteerde de onderhandelingen van Quintus Fabius. De Romeinse troepen lieten de Lusitani verder met rust. Dit was niet naar de zin van de Romeinse Senaat. De Senaat verklaarde de onderhandelingen van Quintus Fabius ongeldig. De nieuwe consul Quintus Servilius Caepio  trok naar Hispania (139 v.Chr.) en versloeg prompt de Lusitani. De Romeinen kregen Viriatus niet te pakken. Naar verluidt kocht Quintus Servilius Caepio de commandanten van Viriatus om. Deze vermoordden Viriatus in zijn slaap. Toen deze commandanten hem om het goud vroegen dat hun beloofd was, antwoordde Quintus Servilius Caepio: Roma traditoribus non premia (in Roma is er geen beloning voor verraders).
Andere commandanten van Viriatus zetten de opstand nog kleinschalig voort, en dit met de guerrillatechnieken die ze geleerd hadden van Viriatus. De opstand van de Lusitani was evenwel ten einde. De Romeinse eindoverwinning was voor de proconsul Decimus Junius Brutus Callaicus.    

## Herdenkingen

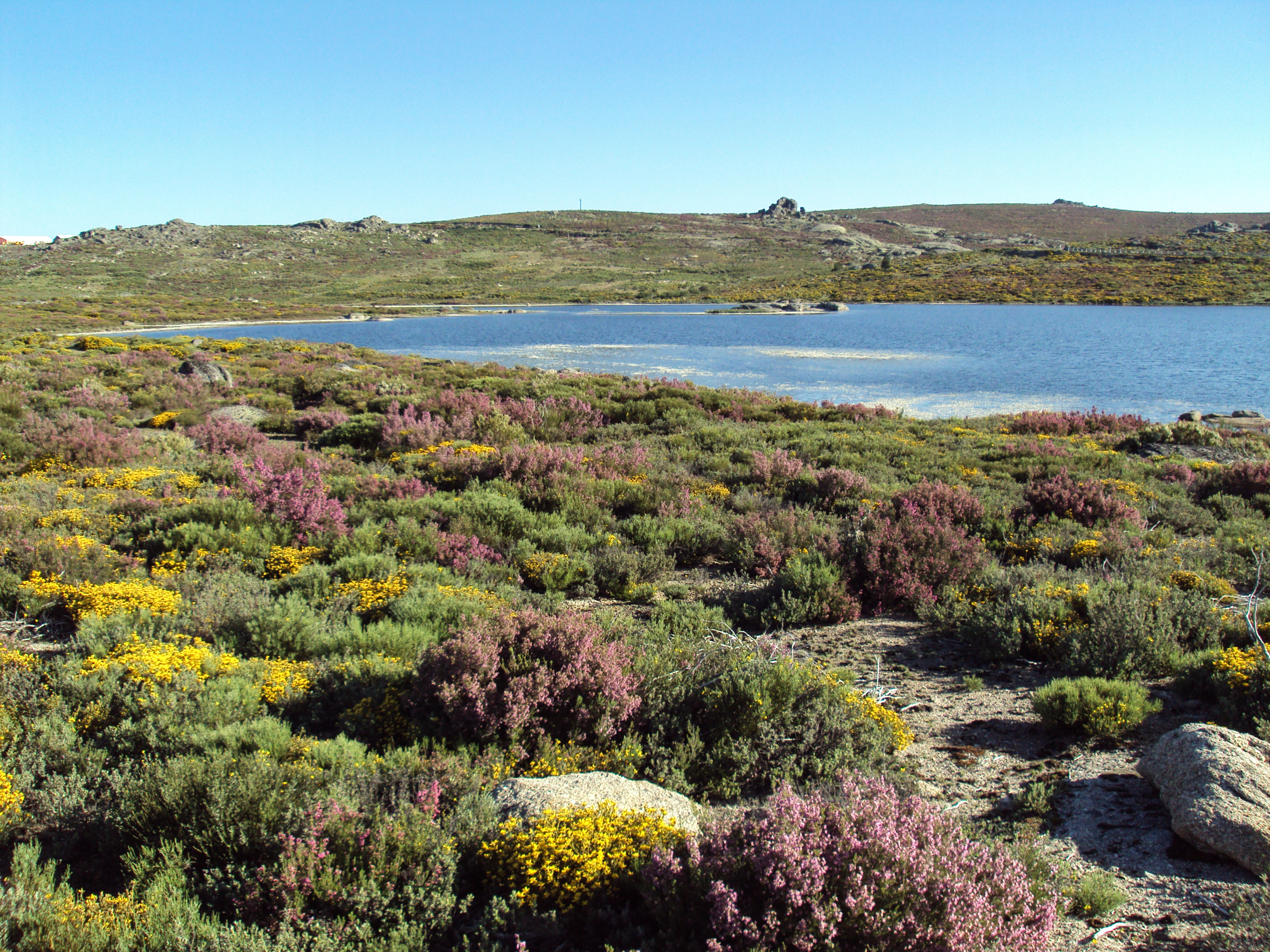
Het Viriatus Meer in de Serra da Estrela, de geboortestreek van de herder Viriatus

De figuur van Viriatus speelde in de 19e eeuw tot de verbeelding zowel van Portugezen als van Spanjaarden. Hij werd gezien als het prototype van verzetsheld en guerrillaheld. Tijdens de Spaanse Burgeroorlog, in de 20e eeuw, noemden Portugese vrijwilligers zich de Viriatos, naar Viriatus.
Enkele eerbewijzen zijn:
- Een straatnaam in Lissabon is naar hem genoemd: de Rua Viriato
- Een meer in de Serra da Estrela draagt zijn naam: Lago Viriato
- In Viseu draagt het theater zijn naam: Teatro Viriato[5]. Ook staat er een standbeeld voor hem in Viseu.
- In het Spaanse Zamora staat een standbeeld van hem.